# Desfrânare

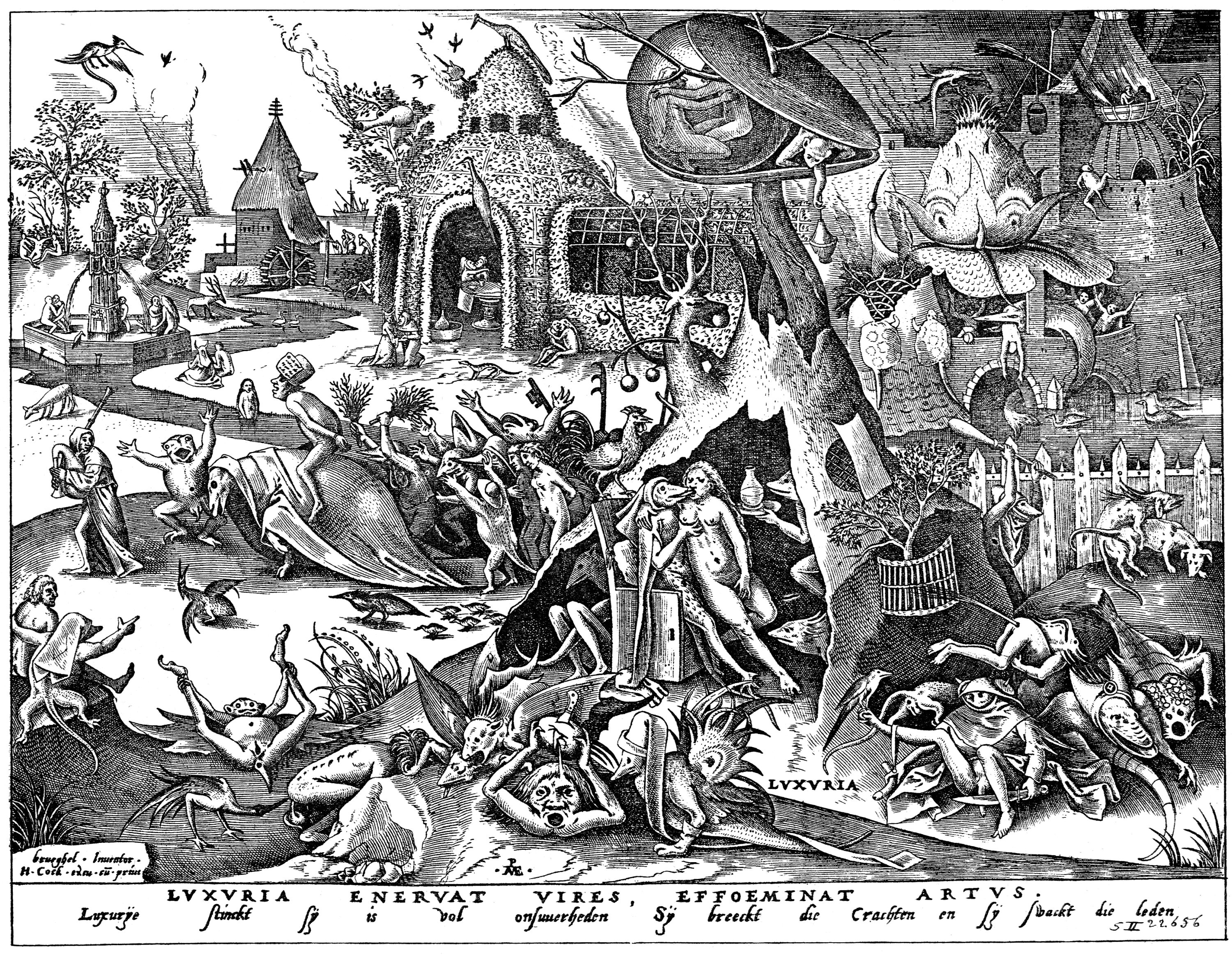
Desfrânare

Desfrânarea (în latină luxuria) este actul de se deda destrăbălării, depravării, a duce o viață necumpătată, de plăceri ușoare.
Biserica creștină a stabilit șapte păcate capitale: mândria , desfrânarea, lăcomia , iubirea de arginți, invidia (pizma), mânia, lenea.
Sfântul Ioan Gură de Aur scria că: 
În toate necazurile să cerem ajutorul lui Dumnezeu. Și dacă nu avem copii, să cerem, iar dacă avem să-i creștem cu multă grijă și să-i ținem departe pe tineri de orice viciu, dar mai ales de desfrânare. E un război greu acesta și nimic nu-i ispitește mai rău pe tineri decât desfrânarea.